# Анна Елеонора Гессен-Дармштадтська
Анна Елеонора Гессен-Дармштадтська (нім. Anna Eleonore von Hessen-Darmstadt; 30 липня 1601 — 6 травня 1859) — німецька аристократка XVII століття, донька ландграфа Гессен-Дармштадтського Людвіга V та бранденбурзької принцеси Магдалени, дружина князя Каленберзького Георга.

## Біографія
Народилась 30 липня 1601 року у Дармштадті. Була другою дитиною та другою донькою в родині ландграфа Гессен-Дармштадту Людвіга V та його дружини Магдалени Бранденбурзької. Мала старшу сестру Єлизавету Магдалену. Згодом сімейство поповнилося десятьма молодшими дітьми, з яких семеро досягли молодшого віку.
У 16 років Анна Елеонора стала дружиною 35-річного принца Георга Брауншвейг-Люнебурзького, молодшого брата правлячого герцога Брауншвейг-Люнебургу Крістіана. Вінчання пройшло 14 грудня 1617 року в Дармштадті. Весілля відзначалося з великою помпою, були присутніми багато німецьких князів. Жінка відразу завагітніла, однак первісток, народжений у серпні наступного року, помер за кілька годин. Народила спадкоємця у 1622 році. Всього у подружжя було восьмеро дітей.
Шлюб з Анною Елеонорою справив великий вплив на політику Георга в Гессенській війні між домами Дармштадта та Касселя за Гессен-Марбург. Герцог вміло користувався добрими зв'язками тестя з імператором. Анна Елеонора вела з батьком активне листування з політичних питань. Мешкало подружжя до 1635 року у Герцберзькому замку.
У 1635 році відбувся розділ володінь Вельфів, після чого Георг отримав князівство Каленберг. За шість років він помер.
У своєму заповіті князь призначив дружину опікуном синів разом зі своїм братом Фрідріхом і швагром Йоганном. Брата Анна Елеонора негайно призначила командувачем військами. Сама вона повернулася до замку Герцберг, де і померла 6 травня 1859 року. Похована у міській церкві Целле.

## Родина
Чоловік — Георг Брауншвейг-Люнебурзький
Діти:
- Магдалена (нар. та пом. 9 серпня 1618) — померла після народження;
- Крістіан Людвіг (1622—1665) — князь Люнебургу у 1648—1665 роках, князь Каленбергу у 1641—1648 роках, був одруженим із герцогинею Доротеєю Софією Глюксбурзькою, дітей не мав;
- Георг Вільгельм (1624—1705) — герцог Люнебургу у 1658 році, князь Каленбергу у 1648—1665 роках, князь Целле у 1658—1705 роках, був одружений з французькою аристократкою Елеонорою де Ольбрез, мав єдину доньку;
- Йоганн Фрідріх (1625—1679) — герцог Брауншвейг-Люнебургу та князь Каленбергу у1665—1679 роках, був одруженим із пфальцграфинею Бенедиктою Генрієттою Зіммернською, мав четверо доньок;
- Софія Амалія (1628—1685) — дружина короля Данії Фредеріка III, мала восьмеро дітей;
- Доротея Магдалена (1629—1630) — прожила 1 рік;
- Ернст Август (1629—1698) — герцог Люнебургу у 1658—1698 роках, князь Каленбергу у 1679—1698 роках, курфюрст Ганноверу у 1692—1698 роках, був одружений із Софією Пфальцькою, мав семеро дітей;
- Анна (1630—1636) — прожила 6 років.